# نوت توداي
ليس اليوم أو نوت توداي (بالإنجليزية: Not Today)‏ هي أغنية من نوع هيب هوب ومومباتون من تسجيل فرقة بي تي أس الكورية الجنوبية، صدرت في 20 فبراير 2017 بعد إصدار أغنية سبرينج داي.